# 홍성민 (조선)
홍성민(洪聖民, 1536년 ~ 1594년)은 조선 중기의 문신, 성리학자, 작가이다. 서경덕, 이황의 문인이다. 당색으로는 서인이다. 광국공신과 평난공신에 녹훈되었다. 인조 때의 재상 홍서봉의 숙부가 된다. 본관은 남양(南陽)으로 자는 시가(時可), 호는 졸옹(拙翁)이다. 시호는 문정(文貞).
1561년(명종 16년) 진사시에 합격하고, 바로 음서로 관직에 올라 분순부위(奮順副尉)로 재직 중 1564년(명종 19) 식년문과에 병과로 급제하여 삼사의 요직을 지내고 1567년에는 사가독서하였다. 그뒤 1572년 명나라에 파견되는 진위사의 서장관으로 다녀오고 1580년 선조가 친히 주관하는 정시에 합격하여 당상관으로 승진하였다. 이후 부제학, 예조판서 등을 역임하고 1590년(선조 23) 종계변무를 성사시킨 공으로 광국공신 2등에 올라 숭정대부로 승진하였다. 선조의 세자건저 문제로 정철이 파직되자 정철의 당여로 몰려 유배되었으나 곧 1592년 임진왜란으로 특사로 석방되어 의주 행재소에서 홍문관과 예문관 대제학에 올랐다가, 1592년 12월 계모 김씨의 상으로 사퇴하였다. 사후 의정부영의정, 익성부원군에 추증되었다.

## 생애

### 젊은 시절
1536년(중종 30) 황해도 관찰사와 한성부 우윤을 지냈으며 문인인 석벽 홍춘경(洪春卿)의 아들로 태어났으나 4세 때 어머니를 여의고, 5세 때는 할머니를 여의었으며 계모 김씨를 맞이하였다. 그러나 10세 때 아버지를 여의고 형 홍천민에 의해 양육되었다. 첨지중추부사 겸 수동지성균관사를 지낸 홍경손의 후손으로 아버지 홍춘경은 중종 대에 김안로 등 척신의 전횡에 저항하며 일찌감치 사림파로 전향하였다. 일찍이 아버지를 여의고 형 홍천민에 의해 양육되었는데 형은 그에게 매질을 한 번 하지 않았다고 한다. 그는 한때 이를 슬퍼하였다고 한다. 어려서 형 홍천민에게서 글을 배우다가 나중에 서경덕의 문하와 이황의 문하에 찾아가 문인이 되었다. 그는 서경덕의 다른 문하생들, 이황의 다른 문하생들과 달리 1575년 을해당론으로 사림파의 붕당이 나뉠 때 그는 이황의 다른 문인인 윤근수, 윤두수 등과 함께 서인에 가담했다. 또한 그는 이황, 서경덕의 다른 문하생들과 달리 율곡 이이, 우계 성혼 등과 가깝게 지냈다.
1561년(명종 16) 식년과 생원시에 합격하여 생원시가 되고, 그 해에 진사시험에 합격하였다. 바로 음서로 관직에 올라 분순부위(奮順副尉)가 되었다.

### 과거 급제 이후
분순부위로 재직 중, 1564년(명종 19) 식년문과에 병과로 급제하여 바로 승문원 권지 부정자(承文院權知副正字)에 임명되고 이후 홍문관 정자, 교리, 승문원박사, 홍문관 부수찬과 수찬, 부교리, 응교, 전한 등을 역임한 뒤 홍문관부제학, 사간원 정언, 사간, 대사간, 사헌부 집의 등을 역임하고 1567년(선조 원년) 사가독서(賜暇讀書)하였다. 1572년 진위사 박계현(朴啓賢)의 서장관으로 명나라에 갔다가 귀국 후, 1573년(선조 6년) 통정대부로 승진, 이후 사간원대사간을 거쳐 승지 등을 지내고 1575년(선조 8) 호조참판으로 재직 중 명나라에 파견되는 사은사가 되어 홍순언, 황정욱 등과 함께 중국에 가서 종계변무(宗系辨誣, 이성계가 이인임의 아들로 기록된 것을 고쳐달라는 청)에 힘썼다. 1580년(선조 13년)에 경상도관찰사가 되었다가 그해 병조참의로 다시 내직에 돌아왔는데, 병조참의 재직 중 1580년 선조가 친히 주관한 문신 정시(文臣庭試)에 장원하여 바로 가선대부로 승진하였다. 1583년 부제학, 1584년 자헌대부, 이후 예조판서, 대사헌을 역임하였다.

### 평난공신과 광국공신
1589년 정여립의 난의 진압에 참여한 공로로 평난공신(平難功臣)에 다시 녹훈되었다. 1590년(선조 23) 종계변무가 성사되자 종계변무에 노력한 공으로 수충익모수기광국공신(輸忠翼謨修紀光國功臣) 2등에 책록되었으며 숭정대부로 승진하고 익성군(益城君)에 봉해졌다.
이듬해 판중추부사가 되었다가 세자 건저문제(建儲問題)로 서인을 대표하던 송강 정철이 광해군을 천거했다가 선조의 노여움을 사서 실각하자 홍성민도 정철의 일당으로 몰려 파직당하고 함경도 북변(北邊)의 부령(富寧)으로 유배되었다. 1592년 임진왜란이 일어나자 특사로 유배에서 풀려나 의주(義州)의 행재소(行在所)로 와 홍문관과 예문관 대제학에 올랐다가, 1592년 12월 계모 김씨의 상을 당하여 사직하였다. 이때 선조는 그에게 기복의 명을 내렸지만 일곱번이나 사직소(辭職疏)를 올려 면직되었다. 모친의 삼년상을 치루던 중 1593년 1월 호조판서에 임명되었고, 1594년(선조 27)에 한성에서 죽었으며 시호는 문정(文貞)이다.

### 사후
후에 증직으로 증 대광보국숭록대부 의정부 영의정 겸 영경연홍문관춘추관성균관사에 추증되고 익성부원군으로 추봉되었다. 묘소는 경기도 여주시 금사면 이포리에 안장되었다.

## 저서
- 졸옹집(拙翁集)

## 같이 보기
- 홍천민
- 홍일민